# Hemigraphis blumeana
Hemigraphis blumeana là một loài thực vật có hoa trong họ Ô rô. Loài này được (Nees) Boerl. mô tả khoa học đầu tiên năm 1899.